# Flora Berolinensis (Schlechtendal)
Flora Berolinensis (Schlechtendal) (abreviado Fl. Berol. (Schlechtendal)) es un libro con ilustraciones y descripciones botánicas, escrito por el botánico alemán, Diederich Franz Leonhard von Schlechtendal. Fue publicado en Berlín en 2 volúmenes en los años 1823 - 1824.